# Kasseler Schule für Keramik
Die Kasseler Schule für Keramik ist ein an der Kunsthochschule Kassel begründetes Künstlerkollektiv.

## Geschichte
Der Hochschullehrer Walter Popp lehrte von 1954 bis 1977 an der Kunsthochschule Kassel im Fachbereich Keramik. Unter der Prägung von Walter Popp wurde die Kunsthochschule Kassel zu einer der bedeutendsten Ausbildungsstätten von Keramikern. Aus der von Walter Popp begründeten „Kasseler Schule für Keramik“ gingen so bedeutende Keramiker wie Ralf Busz, Dieter Crumbiegel, Robert Sturm, Heidi Kippenberg, Peter Lakotta, Wolfgang Heyne und Konrad Quillmann hervor.

## Ausstellungen
- 1998: Kasseler Keramik. Ausstellung Kasseler Keramik, in der Kasseler Sparkasse, 3. Februar – 26. Februar 1998, Kassel
- 2014: Aspekte der Moderne – Walter Popp und seine legendäre Kasseler Schule. Museum für Moderne Keramik, Deidesheim